# N242 (België)
De N242 is een gewestweg in België tussen de Sint-Gillis (N24) en Vorst (N241). De weg heeft een lengte van ongeveer 1,6 kilometer. 
De weg bestaat uit twee delen: Defacqzstraat en Ducpétiauxlaan. Defacqzstraat bestaat in zijn geheel uit twee rijstroken voor beide rijrichtingen samen. Ducpétiauxlaan bevat in het begin een klein stukje eenrichtingsverkeer en verder uit twee rijstroken voor beide rijrichtingen samen zonder belijning midden op de weg.